# K Ourodenberg Sport
Dernière mise à jour : 5 mars 2012.
Le Koninklijke Ourodenberg Sport est un ancien club de football belge, basé dans le quartier d'Ourodenberg, à Aarschot. Porteur du matricule 3587, il disparaît en 1983 dans une fusion avec Aarschot Sport, pour former le KV Ourodenberg-Aarschot, qui cessera ses activités en 2007. Au cours de son Histoire, le club dispute 5 saisons dans les séries nationales, toutes en Promotion.

## Histoire
Le club est fondé en 1930 sous le nom d'Ourodenberg Sport. Il rejoint l'Union Belge le 3 août 1942, et reçoit à cette occasion le matricule 3587. Un autre club de la ville d'Aarschot est déjà affilié à la fédération, Aarschot Sport, qui rejoint les séries nationales après la Seconde Guerre mondiale. Ourodenberg reste cantonné aux séries provinciales durant un peu plus de trente ans.
En 1974, alors qu'Aarschot Sport est redescendu en provinciales depuis une dizaine d'années, Ourodenberg Sport termine vice champion du Brabant derrière le FC Olympia Haacht et rejoint pour la première fois de son Histoire la Promotion, le quatrième niveau national belge. Il est alors le club le mieux classé de la ville. Le club se débrouille bien la première saison, terminant dans le milieu de classement, mais la saison suivante est moins bonne, et voit le club finir dernier et relégué en première provinciale. Un an plus tard, il est de retour en Promotion, mais subit une nouvelle relégation après une saison.
Le 26 février 1980, le club est reconnu « Société Royale » à son cinquantenaire, et change son appellation officielle en Koninklijke Ourodenberg Sport. Il célèbre cette reconnaissance en 1981 par une nouvelle accession aux séries nationales. Le club entame son nouveau séjour par une saison exceptionnelle, terminant troisième de sa série en 1982, son meilleur classement historique. Mais à nouveau, le club ne parvient pas à confirmer, et est relégué en première provinciale au terme de la saison suivante.
À la suite de cette nouvelle relégation, des pourparlers ont lieu entre Ourodenberg Sport et Aarschot Sport, qui aboutissent à la fusion des deux entités, pour former le KV Ourodenberg-Aarschot. Le club conserve le matricule 441 d'Aarschot Sport, tandis que le 3587 d'Ourodenberg est radié par la fédération.

## Résultats dans les divisions nationales
Statistiques clôturées, club disparu

### Bilan
| Niv | Divisions     | Jouées | Titres | TM Up | TM Down |
| --- | ------------- | ------ | ------ | ----- | ------- |
| I   | 1re nationale | 0      | 0      |       |         |
| II  | 2e nationale  | 0      | 0      |       |         |
| III | 3e nationale  | 0      | 0      |       |         |
| IV  | 4e nationale  | 5      | 0      |       |         |
| V   | 5e nationale  | 0      | 0      |       |         |
|     |               |        |        |       |         |
|     | TOTAUX        | 5      | 0      | 0     | 0       |

- TM Up : test-match pour départager des égalités, ou toutes formes de Barrages ou de Tour final pour une montée éventuelle.
- TM Down : test-match pour départager des égalités, ou toutes formes de Barrages ou de Tour final pour le maintien.

### Classements saison par saison
| Ordre               | Saison  | Nom du club                                                                                    | Niveau                                                                                         | Classement final                                                                               | Remarques                                                                                      |
| ------------------- | ------- | ---------------------------------------------------------------------------------------------- | ---------------------------------------------------------------------------------------------- | ---------------------------------------------------------------------------------------------- | ---------------------------------------------------------------------------------------------- |
| 1                   | 1974-75 | Ourodenberg Sport                                                                              | Promotion série D                                                                              | 9e/16                                                                                          |                                                                                                |
| 2                   | 1975-76 | Ourodenberg Sport                                                                              | Promotion série B                                                                              | 16e/16                                                                                         | Relégué!                                                                                       |
| séries provinciales |         |                                                                                                |                                                                                                |                                                                                                |                                                                                                |
| 3                   | 1977-78 | Ourodenberg Sport                                                                              | Promotion série B                                                                              | 15e/16                                                                                         | Relégué!                                                                                       |
| séries provinciales |         |                                                                                                |                                                                                                |                                                                                                |                                                                                                |
| 4                   | 1981-82 | K. Ourodenberg Sport                                                                           | Promotion série D                                                                              | 3e/16                                                                                          |                                                                                                |
| 5                   | 1982-83 | K. Ourodenberg Sport                                                                           | Promotion série B                                                                              | 15e/16                                                                                         | Relégué!                                                                                       |
| X                   | 1983    | Fusion avec Aarschot Sport pour former le KV Ourodenberg-Aarschot, le matricule 3587 disparaît | Fusion avec Aarschot Sport pour former le KV Ourodenberg-Aarschot, le matricule 3587 disparaît | Fusion avec Aarschot Sport pour former le KV Ourodenberg-Aarschot, le matricule 3587 disparaît | Fusion avec Aarschot Sport pour former le KV Ourodenberg-Aarschot, le matricule 3587 disparaît |

### Articles liés
- KVO Aarschot